# Pêché mignon
Pour les articles ayant des titres homophones, voir Péchés mignons et Pêcher Mignon.
Cet article possède un paronyme, voir Le Bal du Péché mignon.
Pour les articles homonymes, voir Pigs is Pigs.
Pour plus de détails, voir Fiche technique et Distribution.
Pêché mignon (Pigs Is Pigs) est un court métrage d'animation réalisé par Jack Kinney pour les studios Disney et sorti au cinéma le 21 mai 1954.
Considéré comme une Silly Symphony « non officielle », il est adapté de la nouvelle Pigs is Pigs d'Ellis Parker Butler parue en 1905.

## Synopsis
Flannery est le chef de gare de la petite ville de Westcote. Il tient à cœur son travail et fait tout selon les consignes de son manuel. Un jour McMorehouse, un vieil aventurier écossais, arrive avec une petite cage contenant des cochons d'Inde. Flannery demande à l'écossais de payer la taxe de 48 cents pour les cochons mais ce dernier refuse car ce sont des animaux de compagnie et ne souhaite payer que les 44 cents prévus pour ce type d'animaux. Flannery est si inflexible que McMorehouse décide d'abandonner ses cochons d'Inde. Le chef de gare, après avoir nommé les deux animaux Pat et Mike, informe sa direction par télégraphe. Mais avant que la réponse n'arrive, il s'avère que ce ne sont pas deux mâles mais un couple qui donne naissance à une portée de sept petits.
L'expert contacté par la direction informe que les cochons d'Inde peuvent être mis dans la catégorie animaux de compagnie. Mais Flannery se retrouve déjà au milieu de centaines d'animaux. McMorehouse bien que introuvable ne peut pas payer la taxe qui se chiffre en milliers de dollars. Après que la direction a accepté de prendre en charge le transport des animaux, Flannery pense pouvoir se reposer mais un cirque arrive avec deux éléphants. Il tombe dans les pommes et à son réveil un couple de cochons d'Inde le regarde imperturbable.

## Fiche technique
Sauf indication contraire, les informations mentionnées dans cette section peuvent être confirmées par la base de données cinématographiques IMDb,  présente dans la section « Liens externes ».
- Titre original : Pigs Is Pigs
- Autres titres :
  - France : Pêché mignon
  - Suède : Grisar är grisar, En Svinaktig historia
- Série : Silly Symphonies, non officielle
- Réalisation : Jack Kinney
- Scénario : Leo Salkin d'après Ellis Parker Butler (en)
- Animation : John Sibley
- Layout : Bruce Bushman, John Wilson
- Décors : Al Dempster, Eyvind Earle
- Effets visuels : Dan McManus
- Musique : Oliver Wallace
- Production : Walt Disney
- Société de production : Walt Disney Productions
- Société de distribution : RKO Pictures
- Langue : anglais
- Pays :  États-Unis
- Format : Couleur (Technicolor) - 35mm - 1,33:1 - son mono (RCA Sound System)
- Durée : 10 min
- Dates de sortie : 
  - États-Unis : 21 mai 1953[2]

## Distribution (voix)
- Bill Thompson : Flannery
- Gary Owens : narration
- The Mellomen (Bob Hamlin, Bill Lee, Thurl Ravenscroft, Max Smith) : chanteurs

## Distinction
Le film a été nommé pour l'Oscar du meilleur court métrage d'animation en 1954.

## Commentaires
Pigs Is Pigs utilise une technique d'animation limitée dite d'UPA. Cette technique presque réaliste se caractérise par des traits fins voire inexistants pour les contours, une perspective par aplats et des couleurs peu usuelles.
Ce film est le premier rôle de Gary Owens.